# Efraín Ríos Montt
José Efraín Ríos Montt (Huehuetenango, 16 giugno 1926 – Città del Guatemala, 1º aprile 2018) è stato un generale e politico guatemalteco.
Sostenuto dalla locale Democrazia cristiana, fu eletto presidente nel 1974, ma venne subito deposto dai militari e Kjell Eugenio Laugerud García prese il suo posto. Tornò al potere nel 1982 grazie ad un colpo di Stato, mettendo fuori legge i partiti. Nel 1983 fu nuovamente deposto da un ennesimo golpe guidato dall'ex Ministro della difesa, il generale Oscar Humberto Mejìa Victores, che indisse per il 1º luglio 1984 le elezioni politiche. Nell'ottobre 1990 la Corte Costituzionale escluse la sua candidatura, ma al secondo turno delle elezioni, tenutosi nel 1991, il vincitore fu uno dei suoi uomini, Jorge Serrano Elìas del Movimento per l'azione e la solidarietà (MAS), deposto nel 1993 dopo aver tentato di sciogliere il Parlamento e la Corte Suprema.
Nel 1994 il Fronte repubblicano di Rìos Montt vinse le elezioni politiche e nel gennaio 1995 il generale fu eletto presidente del Parlamento. Le presidenziali del 1996 decretarono la vittoria di Alvaro Arzù, dal momento che la candidatura di Rìos Montt era stata impedita in quanto ex-golpista, e anche il suo prestanome, Portillo, era stato sconfitto.
L'11 maggio 2013 viene condannato ad 80 anni di carcere per il genocidio commesso nel 1982-1983 nei confronti della comunità maya.